# Reyhan Şahin

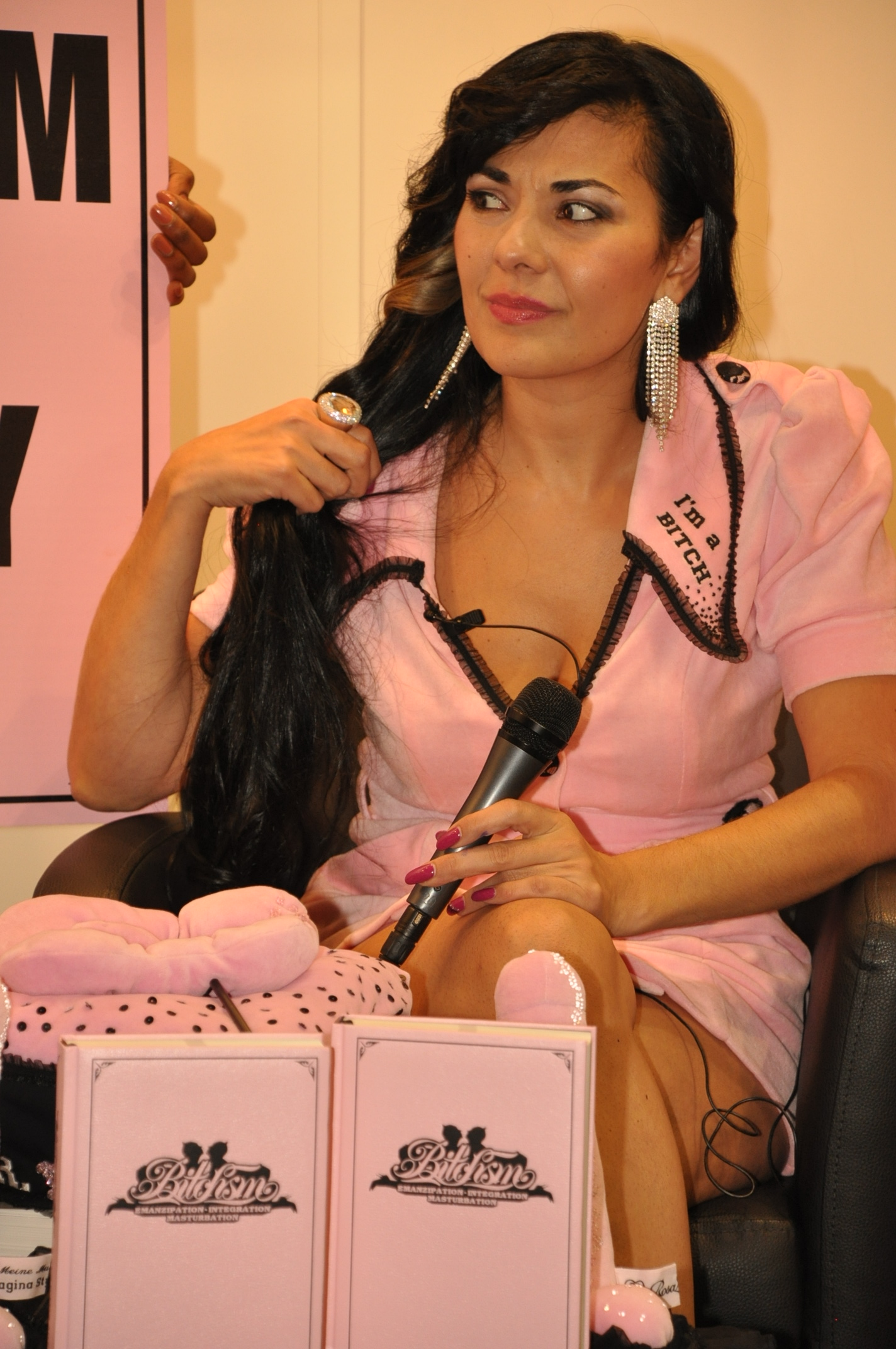
Lady Bitch Ray (foto de 2012)

Reyhan Şahin (Bremen, 1980), com o nome artístico Lady Bitch Ray, é uma rapper, atriz e autora alemã. 
Ela é filha de trabalhadores imigrantes turcos. Estudou linguística, germanística e pedagogia na Universidade de Bremen. De 2002 a 2006 era apresentadora do programa Funkhaus Europa da Radio Bremen.

## Filmografia
- 2007: Chiko
- 2009: Türk Alman Gibi Gibi Basla Bitir (Um coração turco com uma mente alemã), documentário turco[2]

## Publicações
Bitchism, editora Vagina Style / Panini Books, Stuttgart 2012, ISBN 978-3-8332-2547-5